# Comamonas aquatica
Comamonas aquatica es una especie de bacteria gramnegativa del género Comamonas. Fue descrita en el año 2003. Su etimología hace referencia a acuática. Anteriormente conocida como Aquaspirillum aquaticum. Es aerobia y móvil por múltiples flagelos polares. Catalasa y oxidasa positivas. Temperatura óptima de crecimiento entre 30-35 °C. Sensible a colistina. Se encuentra en ambientes acuáticos.
Se ha descrito un solo caso de bacteriemia y choque séptico en Francia. El caso fue tratado exitosamente con fluoroquinolonas y cefalosporinas de tercera generación. 